# Worms W.M.D
Worms W.M.D (Worms: Weapons of Mass Destruction) è un videogioco a turni di tattica sviluppato da Team17. È l'ultimo capitolo della serie Worms, ed è stato pubblicato il 23 agosto 2016 per Microsoft Windows, OS X, Linux, PlayStation 4 e Xbox One, con una versione per Nintendo Switch distribuita successivamente il 23 novembre 2017. Il gioco è uscito anche su Google Stadia il 1º luglio 2022 e per i sistemi operativi iOS e Android l'11 aprile 2023.

## Sviluppo e pubblicazione
Worms WMD è stato annunciato nel 2015, con una particolare enfasi su un ritorno alle radici della serie, richiamando i classici Worms Armageddon e Worms World Party. Team17 ha mirato a combinare gli elementi migliori dei precedenti titoli della serie con nuove caratteristiche innovative, mantenendo però il classico stile di gioco che ha reso la serie famosa.

## Meccaniche di gioco
Worms WMD conserva molte delle caratteristiche classiche della serie Worms, come il gameplay a turni, l'ambientazione bidimensionale e l'arsenale vasto e variegato di armi. Tuttavia, introduce diverse novità significative:
- Veicoli: Per la prima volta nella serie, i giocatori possono controllare veicoli come carri armati, elicotteri e mech, che aggiungono una nuova dimensione strategica al gioco.
- Edifici: I vermi possono ora entrare negli edifici per nascondersi e proteggersi dagli attacchi nemici, permettendo anche di organizzare imboscate.
- Crafting: I giocatori possono raccogliere materiali durante la partita per costruire nuove armi e oggetti. Questa meccanica aggiunge un ulteriore livello di strategia, permettendo ai giocatori di adattare il loro arsenale alle situazioni di gioco.
- Grafica: Il gioco utilizza un motore grafico disegnato a mano, che dona un aspetto più dettagliato e stilizzato rispetto ai precedenti titoli.

## Modalità di gioco
Worms WMD offre diverse modalità di gioco, sia per giocatore singolo che per multigiocatore:
- Campagna: Una serie di missioni che permettono ai giocatori di familiarizzare con le nuove meccaniche e di affrontare sfide sempre più difficili.
- Addestramento: Modalità che consente ai giocatori di esercitarsi con le armi e le nuove funzionalità del gioco.
- Multigiocatore: Supporta sia il gioco locale che online, con diverse modalità competitive che permettono ai giocatori di sfidarsi in battaglie epiche.

## Accoglienza
Worms WMD è stato accolto positivamente dalla critica, ottenendo punteggi alti per il suo ritorno alle radici della serie e per l'introduzione di nuove meccaniche che hanno rinfrescato il gameplay. Le recensioni hanno elogiato il design artistico,la varietà delle armi e l'equilibrio tra vecchio e nuovo.

## Espansioni e contenuti scaricabili
Dopo il lancio, Worms WMD ha ricevuto diversi aggiornamenti e pacchetti di contenuti scaricabili che hanno aggiunto nuove armi, missioni e personalizzazioni per i vermi. Questi aggiornamenti hanno mantenuto il gioco fresco e coinvolgente per la comunità di giocatori.

## Riconoscimenti
Il gioco ha ricevuto numerosi premi e nomination nell'industria videoludica per il suo design e la sua giocabilità, consolidando la reputazione di Team17 come sviluppatori di giochi di alta qualità.